# 乔纳森·克莱门茨

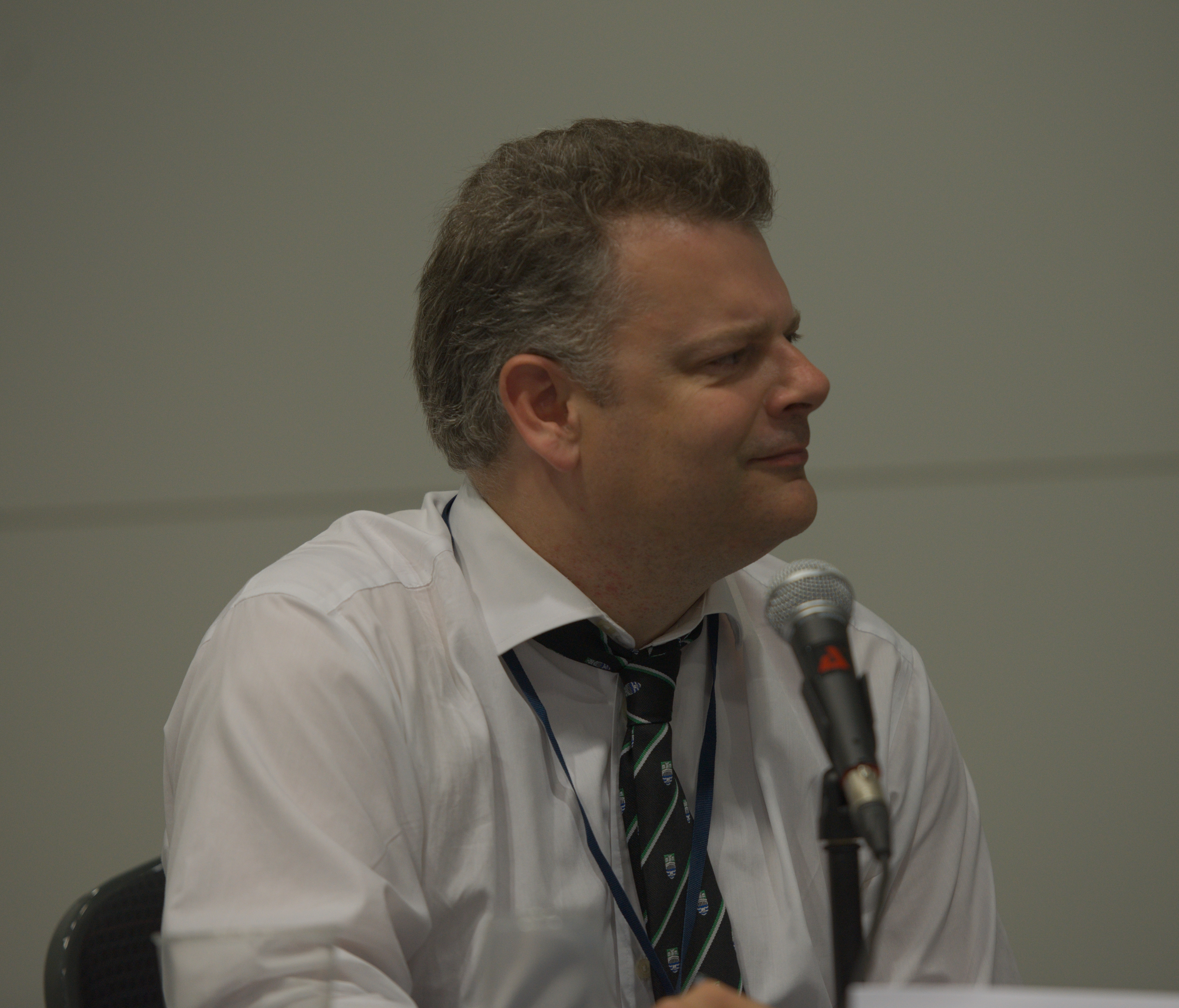

乔纳森·克莱门茨（英語：Jonathan Clements，1971年7月9日— ）英国作家与编剧，会说汉语和日语。現為西安交通大學特聘研究員。其著作橫跨北京城市史、絲路歷史和毛澤東、馬可波羅、中國傳奇外交官顧維鈞等人物傳記，其中《秦始皇》(The First Emperor of China, 2006)一書於二○○七年被譯成中文並出版。「國家地理頻道」《鄭成功：古船重現》(Koxinga: A Hero’s Legacy, 2012)記錄片奠基於其著作《海盜王：鄭成功與明朝的傾覆》(The Pirate King: Coxinga and the Fall of the Ming Dynasty, 2004)。其近年著作有《新譯孫子兵法》(Art of War: A New Translation, 2012)與《現代中國》(Modern China: All That Matters, 2013)。